# Perriers-sur-Andelle
Perriers-sur-Andelle és un municipi francès situat al departament de l'Eure i a la regió de Normandia. L'any 2007 tenia 1.780 habitants.

## Demografia

### Població
El 2007 la població de fet de Perriers-sur-Andelle era de 1.780 persones. Hi havia 692 famílies de les quals 156 eren unipersonals (56 homes vivint sols i 100 dones vivint soles), 224 parelles sense fills, 252 parelles amb fills i 60 famílies monoparentals amb fills.
La població ha evolucionat segons el següent gràfic:
Habitants censats

### Habitatges
El 2007 hi havia 754 habitatges, 696 eren l'habitatge principal de la família, 19 eren segones residències i 38 estaven desocupats. 711 eren cases i 42 eren apartaments. Dels 696 habitatges principals, 470 estaven ocupats pels seus propietaris, 212 estaven llogats i ocupats pels llogaters i 14 estaven cedits a títol gratuït; 3 tenien una cambra, 28 en tenien dues, 126 en tenien tres, 230 en tenien quatre i 310 en tenien cinc o més. 536 habitatges disposaven pel capbaix d'una plaça de pàrquing. A 321 habitatges hi havia un automòbil i a 295 n'hi havia dos o més.

### Piràmide de població
La piràmide de població per edats i sexe el 2009 era:
| Homes | Edats   | Dones |
| ----- | ------- | ----- |
| 0     | 95 o +  | 0     |
| 0     | 90 a 94 | 8     |
| 8     | 85 a 89 | 12    |
| 0     | 80 a 84 | 8     |
| 28    | 75 a 79 | 56    |
| 24    | 70 a 74 | 32    |
| 40    | 65 a 69 | 28    |
| 40    | 60 a 64 | 40    |
| 48    | 55 a 59 | 60    |
| 76    | 50 a 54 | 44    |
| 40    | 45 a 49 | 52    |
| 64    | 40 a 44 | 64    |
| 92    | 35 a 39 | 68    |
| 64    | 30 a 34 | 52    |
| 68    | 25 a 29 | 64    |
| 72    | 20 a 24 | 56    |
| 60    | 15 a 19 | 36    |
| 40    | 10 a 14 | 56    |
| 68    | 5 a 9   | 72    |
| 48    | 0 a 4   | 44    |

## Economia
El 2007 la població en edat de treballar era de 1.143 persones, 846 eren actives i 297 eren inactives. De les 846 persones actives 765 estaven ocupades (412 homes i 353 dones) i 82 estaven aturades (38 homes i 44 dones). De les 297 persones inactives 109 estaven jubilades, 87 estaven estudiant i 101 estaven classificades com a «altres inactius».

### Ingressos
El 2009 a Perriers-sur-Andelle hi havia 705 unitats fiscals que integraven 1.817 persones, la mediana anual d'ingressos fiscals per persona era de 17.181 €.

### Activitats econòmiques
Dels 52 establiments que hi havia el 2007, 1 era d'una empresa alimentària, 4 d'empreses de fabricació d'altres productes industrials, 8 d'empreses de construcció, 11 d'empreses de comerç i reparació d'automòbils, 8 d'empreses de transport, 4 d'empreses d'hostatgeria i restauració, 2 d'empreses immobiliàries, 2 d'empreses de serveis, 8 d'entitats de l'administració pública i 4 d'empreses classificades com a «altres activitats de serveis».
Dels 12 establiments de servei als particulars que hi havia el 2009, 1 era una oficina de correu, 2 tallers de reparació d'automòbils i de material agrícola, 1 paleta, 1 guixaire pintor, 2 fusteries, 1 lampisteria, 1 electricista, 2 perruqueries i 1 restaurant.
Dels 6 establiments comercials que hi havia el 2009, 1 era un hipermercat, 1 una botiga de més de 120 m², 1 una botiga de menys de 120 m², 1 una fleca, 1 una peixateria i 1 una joieria.
L'any 2000 a Perriers-sur-Andelle hi havia 14 explotacions agrícoles que ocupaven un total de 450 hectàrees.

## Equipaments sanitaris i escolars
L'únic equipament sanitari que hi havia el 2009 era una farmàcia.
El 2009 hi havia 1 escola maternal i 1 escola elemental.

## Poblacions més properes
El següent diagrama mostra les poblacions més properes.